# Hildegarde (entreprise)
Pour les articles homonymes, voir Hildegarde.
Hildegarde est un réseau d’entreprises créé par Reginald de Guillebon en 2000, présent dans la littérature, la presse, les médias, la production cinéma et audiovisuelle ainsi que l'enseignement supérieur cinématographique et artistique. 
Hildegarde fait l'acquisition en 2011 de la société de production Les Armateurs : Kirikou et la Sorcière (1998), Les Triplettes de Belleville (2003) et Ernest et Célestine (2012). En 2013, Hildegarde rachète au groupe italien Mondadori l'hebdomadaire à destination des professionnels du cinéma, Le Film français. En 2016, c'est Folimage une autre société d'animation qu'achète Reginald de Guillebon. Cette société alors implantée à Bourg-lès-Valence (et depuis 2019 à Valence), dans la Drôme a notamment créé les films d’animation La Prophétie des grenouilles (2003), Une vie de chat (2010) et Phantom Boy (2015). Toujours en 2016, Hildegarde achète Première, le magazine de cinéma grand public, acquis auprès du groupe belge Rossel. En 2017, c'est de Studio Ciné Live, un autre magazine de cinéma, que Reginald de Guillebon fait l'acquisition auprès d'Altice Media. Depuis mars 2018, le magazine féministe Causette est également repris par Hildegarde. En 2018 toujours, c'est la société lyonnaise d'animation Gebeka Films qui est achetée par Hildegarde. En 2020, Reginald de Guillebon participe avec dix-neuf autres personnes au rachat du magazine de cinéma Cahiers du cinéma.